# Therevopangonia insolita
Therevopangonia insolita är en tvåvingeart som beskrevs av M. Josephine Mackerras 1955. Therevopangonia insolita ingår i släktet Therevopangonia och familjen bromsar. Inga underarter finns listade i Catalogue of Life.